# Publio Vedio Polión
Publio Vedio Polión (en latín: Publius Vedius Pollio; fallecido en el 15 a. C.) fue un rico romano de orden ecuestre, amigo del emperador Augusto, que lo nombró para un alto cargo en la provincia de Asia. Es conocido por sus gustos lujosos y la crueldad con sus esclavos.

## Biografía

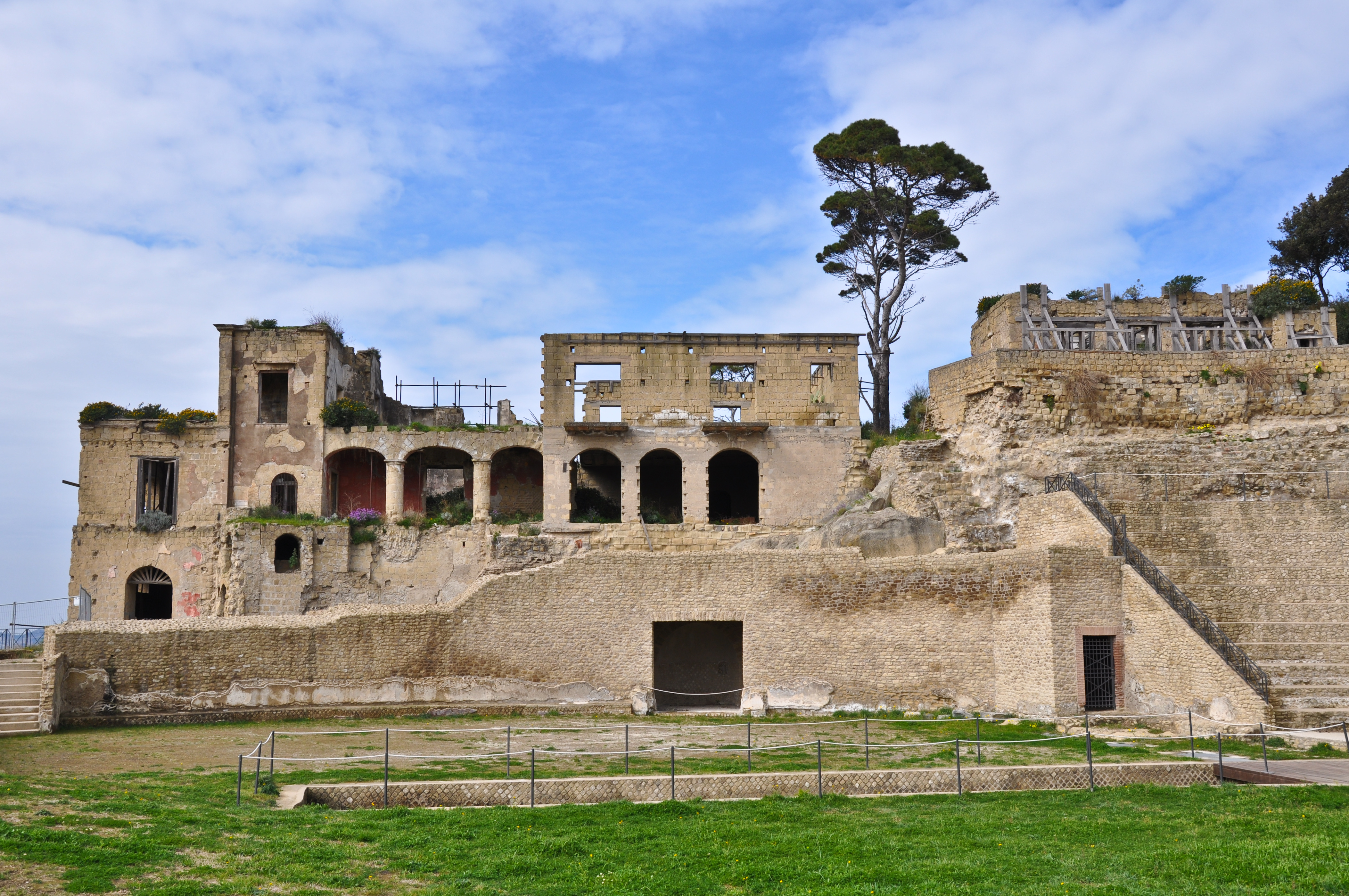
Villa de Vedio Polión, Posillipo.

Hijo de un liberto, nació en el siglo I a. C., logrando ser miembro de la orden ecuestre.
La primera aparición de Vedio Polión en fuentes históricas se produce después de que Octavio —más tarde Augusto— se convirtiera en el único gobernante del mundo romano en 31 a. C.; en algún momento, Vedio tuvo autoridad en la provincia de Asia en nombre del emperador. Que un mero équite gobernara esta provincia era anómalo, y presumiblemente habría habido determinadas circunstancias especiales. El mandato de Vedio podría haber sido de 31 a 30 a. C., antes del nombramiento de un gobernador proconsular regular, o después de un gran terremoto en 27 a. C. Más tarde regresó a Roma, y cuando Alejandro y Aristóbulo, hijos de Herodes el Grande, llegaron a la ciudad alrededor del año 22 a. C., es posible que estuvieran con él.
A pesar de estos servicios al Estado, es más conocido por su reputación de riqueza, lujo y crueldad. Poseía una enorme villa en Posillipo en el golfo de Nápoles, más tarde descrita por el poeta Ovidio 'como una ciudad'. Lo más notorio y cruel era que mantenía un estanque de lampreas donde eran arrojados los esclavos que incurrían en algo que molestara a Vedio.
Sin embargo, conservó, al menos por un tiempo, la amistad de Augusto, en cuyo honor construyó un santuario o monumento (Caesareum) en Benevento. En una ocasión, Augusto estaba cenando en casa de Vedio cuando un esclavo copero rompió una copa de cristal. Vedio ordenó que lo arrojaran a las lampreas, pero el esclavo cayó de rodillas ante Augusto y suplicó que lo ejecutaran de una manera más humana. Horrorizado, el emperador hizo romper todos los costosos vasos de Vedio y llenó la piscina con ellos. Según Séneca el Joven, Augusto también liberó al esclavo. Dión simplemente comenta que Vedio «no pudo castigar a su sirviente por lo que había hecho Augusto».
Existen otra serie de citas, de apariencias dudosas, que pueden ser del mismo Vedio Polión. Un Vidio o Vedio, que posiblemente sea el mismo, es mencionado en una carta de 46 a. C. como involucrado en una disputa con el erudito y político Curtio Nicias. Además, Ronald Syme sugiere que el Publio Vedio que aparece en las cartas de Cicerón, como amigo de Pompeyo, también puede ser Vedio Polión. Cicerón, gobernador de Cilicia, viajaba cerca de Laodicea en el año 50 a. C., cuando Publio Vedio lo encontró con un gran séquito, varios asnos salvajes y un babuino en un carro. Sin impresionarse, Cicerón le escribió a Tito Pomponio Ático: «Nunca vi a un hombre más inútil». Sobre este posible Vedio Polión, Cicerón agrega una anécdota adicional: Publio Vedio, anteriormente, había dejado algunos objetos con Víndulo, que, mientras tanto, murió. El heredero de Víndulo, examinó posteriormente esos objetos y encontró cinco bustos de mujeres casadas, incluida la destacada patricia Junia Secunda. Cicerón los tomó por trofeos de las conquistas sexuales de Vedio, y, mientras la elogiaba públicamente, en correspondencia, la criticaba por la indiscreción y a su esposo y hermano por su desconocimiento de su conducta. Pero una aventura amorosa, si es que se produzco, pudo haber sido con su hermana, Junia Prima, quien estaba casada con Publio Servilio Vatia Isáurico.
Vedio murió en 15 a. C. Entre sus muchos herederos, Augusto recibió una gran parte de la propiedad de Vedio, incluida su villa en Posillipo, junto con instrucciones para erigir un monumento adecuado en el sitio. El emperador demolió al menos parte de la casa de Polión en Roma y construyó en su lugar una columnata, el Pórtico de Livia en honor a su esposa, dedicada en 7 a. C.
Tanto el incidente del emperador ante el estanque de lampreas como la demolición por Augusto de la mansión de Vedio en Roma que heredó en su testamento, son mencionados con frecuencia en la antigüedad en las discusiones sobre ética y el papel público de Augusto.